# Championnat de France de rugby à XIII 2012-2013
Navigation
Édition précédente Édition suivante
Le Championnat de France de rugby à XIII 2012-13  ou Élite 2012-2013 est la 75e édition de la plus importante compétition de rugby à XIII en France. Le calendrier de la compétition s'étend de septembre 2012 au 5 mai 2013.
Organisé sous l'égide de la Fédération française de rugby à XIII, le championnat est composé de neuf équipes. Initiallement prévu avec dix clubs engagés, le Montpellier XIII se retire de la compétition en déclarant forfait général pour des raisons financières après deux journées. Les équipes se rencontrent lors d'une phase de saison régulière où s'affrontent sur deux rencontres chacune des équipes. Cette phase détermine l'ordre des qualifiés pour la phase finale à élimination directe pour se ponctuer par une finale en match unique le 5 mai 2013. Pour les équipes participantes, le championnat est entrecoupé par la Coupe de France.
Enfin, un club français est représenté par sa réserve dans ce championnat, le Saint-Estève XIII Catalan pour les Dragons Catalans qui évoluent en Super League.
Après une domination de la saison régulière, le S.M. Pia remporte le quatrième titre de son histoire après les sacres de 1995, 2006 et 2007, en battant en finale son club voisin du Saint-Estève XIII Catalan 33-26, devant près de 7 000 spectateurs.

## Liste des équipes en compétition
| \| SO Avignon AS Carcassonne FC Lézignan XIII Limouxin Saint-Estève XIII catalan Toulouse olympique XIII Villeneuve RL SM Pia RC Lescure-Arthès \| Clubs évoluant dans le Championnat de France en 2012-2013. |
| SO Avignon AS Carcassonne FC Lézignan XIII Limouxin Saint-Estève XIII catalan Toulouse olympique XIII Villeneuve RL SM Pia RC Lescure-Arthès                                                                  |

Après deux journées, le Montpellier agglomération rugby XIII se retire de la compétition en déclarant forfait général pour des raisons financières. Le président de Montpellier, Bruno Saintignan, déclare « Nous devions recevoir une indemnité financière de l'Agglo. Or, cette dernière n'était versée qu'au mois de février. Par conséquent c'était impossible de maintenir une équipe en Elite ». Le club avait auparavant déposé une demande de redressement judiciaire au mois de juillet 2012.Par conséquent, le championnat se déroule entre neuf clubs au lieu de dix initialement prévu.

## Classement de la phase régulière
| Rang | Club                      | J  | V  | N | D  | Pm  | Pe  | Diff | Pts |
| ---- | ------------------------- | -- | -- | - | -- | --- | --- | ---- | --- |
| 1    | S.M. Pia                  | 17 | 15 | 0 | 2  | 582 | 282 | +300 | 47  |
| 2    | Saint-Estève XIII Catalan | 17 | 12 | 0 | 5  | 478 | 304 | +174 | 41  |
| 3    | F.C. Lézignan             | 17 | 10 | 0 | 7  | 482 | 357 | +125 | 37  |
| 4    | S.O. Avignon              | 17 | 10 | 0 | 7  | 416 | 386 | +30  | 36  |
| 5    | Toulouse olympique XIII   | 17 | 9  | 0 | 8  | 370 | 305 | +65  | 35  |
| 6    | A.S. Carcassonne (T)      | 17 | 9  | 0 | 8  | 335 | 321 | +14  | 35  |
| 7    | Villeneuve R.L.           | 17 | 6  | 0 | 11 | 345 | 472 | -127 | 29  |
| 8    | XIII Limouxin             | 17 | 5  | 0 | 12 | 411 | 537 | -126 | 27  |
| 9    | R.C. Lescure-Arthès       | 17 | 1  | 0 | 16 | 226 | 665 | -439 | 19  |

|  | Qualifiés pour les demi-finales (no 1 et no 2). |
|  | Qualifiés pour les barrages                     |
|  | T : tenant du titre 2012.                       |

## Tableau synthétique des résultats
L'équipe qui reçoit est indiquée dans la colonne de gauche.
| Clubs                     | AVI   | CAR   | LES   | LÉZ   | LIM   | PIA   | STE   | TOU   | VIL   |
| ------------------------- | ----- | ----- | ----- | ----- | ----- | ----- | ----- | ----- | ----- |
| Avignon                   |       | 18-26 | 42-18 | 40-6  | 38-20 | 12-46 | 28-18 | 6-18  | 36-12 |
| Carcassonne               | 22-15 |       | 32-10 | 21-10 | 28-18 | 14-34 | 12-14 | 10-22 | 14-10 |
| Lescure-Arthès            | 18-44 | 12-22 |       | 6-42  | 18-60 | 4-32  | 18-28 | 10-22 | 20-36 |
| Lézignan                  | 16-18 | 38-22 | 48-12 |       | 32-18 | 44-20 | 10-31 | 24-22 | 56-22 |
| Limoux                    | 20-40 | 12-16 | 70-6  | 22-30 |       | 18-64 | 28-26 | 19-18 | 26-38 |
| Pia                       | 12-36 | 22-18 | 64-6  | 23-16 | 60-12 |       | 12-10 | 25-24 | 44-16 |
| Saint-Estève XIII catalan | 58-0  | 26-14 | 46-10 | 36-24 | 38-24 | 4-34  |       | 23-16 | 38-12 |
| Toulouse                  | 14-17 | 6-32  | 18-16 | 32-18 | 44-10 | 18-20 | 22-42 |       | 16-9  |
| Villeneuve-sur-Lot        | 30-16 | 18-16 | 48-18 | 4-36  | 6-14  | 8-24  | 24-32 | 16-42 |       |

|  | Victoire à domicile |  | Match nul |  | Défaite à domicile |

## Phase finale
Les deux premiers de la phase régulière sont directement qualifiés pour les demi-finales. En matchs de barrage pour attribuer les deux autres places, le troisième reçoit le sixième et le quatrième reçoit le cinquième. Les vainqueurs affrontent respectivement le deuxième et le premier.
|  | Barrages                    | Barrages                      |                             |               | Demi-finales  | Demi-finales  |  |  | Finale                 | Finale                 |
|  | Barrages                    | Barrages                      |                             |               | Demi-finales  | Demi-finales  |  |  | Finale                 | Finale                 |
|  |                             |                               |                             |               |               |               |  |  |                        |                        |
|  | 13 avril 2013               | 13 avril 2013                 |                             |               | 28 avril 2013 | 28 avril 2013 |  |  | 5 mai 2013 à Perpignan | 5 mai 2013 à Perpignan |
|  | 13 avril 2013               | 13 avril 2013                 |                             |               | 28 avril 2013 | 28 avril 2013 |  |  | 5 mai 2013 à Perpignan | 5 mai 2013 à Perpignan |
|  | 13 avril 2013               | 13 avril 2013                 | [1] S.M. Pia                | 25            |               |               |  |  | 5 mai 2013 à Perpignan | 5 mai 2013 à Perpignan |
|  | [4] S.O. Avignon            | 28                            | [1] S.M. Pia                | 25            |               |               |  |  | 5 mai 2013 à Perpignan | 5 mai 2013 à Perpignan |
|  | [4] S.O. Avignon            | 28                            | [5] Toulouse olympique XIII | 24            |               |               |  |  | 5 mai 2013 à Perpignan | 5 mai 2013 à Perpignan |
|  | [5] Toulouse olympique XIII | 29                            | [5] Toulouse olympique XIII | 24            |               |               |  |  | 5 mai 2013 à Perpignan | 5 mai 2013 à Perpignan |
|  | [5] Toulouse olympique XIII | 29                            | 27 avril 2013               | 27 avril 2013 | [1] S.M. Pia  | 33            |  |  |                        |                        |
|  | 14 avril 2013               |                               | 27 avril 2013               | 27 avril 2013 | [1] S.M. Pia  | 33            |  |  |                        |                        |
|  |                             | [2] Saint-Estève XIII Catalan | 27 avril 2013               | 27 avril 2013 | 26            |               |  |  |                        |                        |
|  | [3] F.C. Lézignan           | [2] Saint-Estève XIII Catalan | 27 avril 2013               | 27 avril 2013 | 26            | 35            |  |  |                        |                        |
|  | [3] F.C. Lézignan           | [3] F.C. Lézignan             | 16                          |               |               | 35            |  |  |                        |                        |
|  | [6] A.S. Carcassonne        | [3] F.C. Lézignan             | 16                          | 28            |               |               |  |  |                        |                        |
|  | [6] A.S. Carcassonne        | [2] Saint-Estève XIII Catalan | 18                          | 28            |               |               |  |  |                        |                        |
|  |                             | [2] Saint-Estève XIII Catalan | 18                          |               |               |               |  |  |                        |                        |

## Finale (5 mai 2013)
(mt : 8 - 10)
Points marqués :
- Pia : 5 essais de Soubeyras (10e et 55e), Cooper (49e et 51e) et Mataka (73e) ; 5 transformations de Grésèque (10e, 49e, 51e, 55e et 73e) ; 1 pénalité de Grésèque (7e) ; 1 drop de Grésèque (65e).
- Saint-Estève XIII catalan: 5 essais de Maria (17e), Raguin (24e et 62e), Alhalou (70e) et J. Guash (78e) ; 3 transformations de Barthau (17e) et D. Guasch (71e et 79e).

Homme du match : 
Évolution du score : 0-2, 0-8, 6-8, 10-8 (mi-temps) ; 10-14, 10-20, 10-26, 14-26, 14-27, 20-27, 20-33, 26-33. 
Arbitre : Mohamed Drizza
Spectateurs : 6 800
Composition des équipes :
- Pia : Clément Soubeyras - Benjamin Shorter, Mathieu Mayans, Francis Vaiotu, Cyril Stacul - Ryan Carr (o), Maxime Grésèque (m) - Andrew Bentley, Kane Bentley, Ben Vaeau, Willie Mataka, Dustin Cooper, Christophe Moly - Ryan Tandy, Vincent Comtat, Thomas Ambert, Unaloto Lamelangi - Entraîneur : Benoît Albert et de Patrick Albérola
- Saint-Estève XIII catalan : Charles Bouzinac - Damien Cardace, Rachid Ahlalou, Sébastien Raguin, Jordan Salgues - David Guasch (o), William Barthau (m) - Anthony Maria, Joan Guasch, Mohamed Jamil, Cyrille Gossard, Mickaël Rouch, Luke Swain - Romain Mencarini, Thibaud Margalet, Maxime Scimone , Gadwin Springer - Entraîneur : Steve Deakin

## Effectifs des équipes présentes
| Pia            | Thomas Ambert Andrew Bentley Kane Bentley Ryan Carr (o) Vincent Comtat Dustin Cooper Maxime Grésèque (m) Unaloto Lamelangi Willie Mataka Mathieu Mayans Christophe Moly Benjamin Shorter Clément Soubeyras Cyril Stacul Ryan Tandy Ben Vaeau Francis Vaiotu Entraîneur : Benoît Albert Patrick Albérola                                | Saint-Estève XIII catalan | Rachid Ahlalou William Barthau (m) Charles Bouzinac Damien Cardace Cyrille Gossard David Guasch (o) Joan Guasch Mohamed Jamil Thibaud Margalet Anthony Maria Romain Mencarini Sébastien Raguin Mickaël Rouch Jordan Salgues Maxime Scimone Gadwin Springer Luke Swain Entraîneur : Steve Deakin |
| Toulouse       | Bastien Ader Yoann Didone Luke Fahy Johnathon Ford Arthur Gonzalez-Trique Jérôme Gout Samy Masselot Tony Maurel Kuni Minga Bruno Ormeno Sébastien Planas Eloni Vunakece Guy Williams Entraîneur : Gilles Dumas | Lézignan                  | Thibault Ancely Christophe Calegari Anthony Carrère Tony Duggan David Fifita Mathieu Liauzun Vincent Michau Pierre Nègre Nicolas Piquemal Fabien Poggi Yohan Tisseyre Mickaël Tribillac Nathan Wynn Entraîneur : Aurélien Cologni                                                               |
| Avignon        | Cyril Armani Olivier Arnaud Joris Bissière (o) Joris Cagnac (c) Joris Clément Clément Durandal Benjamin Jullien Younes Khattabi Kevin Luguoro Ryan Millard (m) Raymond Nasso Teli Pelo Romain Pourret Martial Romano Yannick Ruh Saïm Tamghart Aaron Wood Entraîneur : Renaud Guigue                                                   | Villeneuve-sur-Lot        | Eddie Battye Ben Bromley Rory Bromley Laurent Carrasco Erwin Escoder Houcine Fakir Damien Gauthier Kieran Hyde Paul Marcon Loïc Maria Nicolas de Martini Constant Villegas Serge Yakan-Besson                                                                                                   |
| Limoux         | Mathieu Albérola Bastien Almarcha Mathieu Almarcha Scott Blanch Gareth Dean Benjamin Diaz Alexandre Doutres Martin Hatfield Maxime Herold Mickaël Mayans Nicolas Munoz Mickaël Murcia (m) (c) Lafeta Palea'aesina Olivier Pramil Philip Ramage (o) Guillaume Reffle Jared Taylor Karl Temata Sylvain Teixido Entraîneur : Marc Bourrel | Carcassonne               | Russell Aitken Alexis Albérola Thomas Barrau Bastien Canet Alexis Escamilla Nicolas Expert Grégory Mazard Mark Offerdahl Mataupu Poching Amar Sabri Teddy Sadaoui Troy Savage Jonathan Soum |
| Lescure-Arthès | Assier Emmanuel Canac Julien Cance Clément Courtial Durand Gaëtan Estruga Cyril Fédou Yvan Fontès Kristian Freed Hérail Lhoumeaud Benoît Loubière Maurel Jeff Moate Romain Neuville Antoine Réveillon Benoît Rigal F. Rigal Adam Shaw Terral Entraîneur : Olivier Janzac                                                               |                           | |